# Afoxé (cortejo)
Afoxé, também chamado de candomblé de rua, é um cortejo de rua que sai durante o carnaval. Trata-se de uma manifestação afro-brasileira com raízes no povo iorubá. Geralmente, seus integrantes são vinculados a um terreiro de Candomblé ou de Umbanda. Há um consenso entre os pesquisadores de que o afoxé tem origem na Bahia.

## Ocorrência
Podem ser encontrados em diversas cidades brasileiras, como Belo Horizonte, Fortaleza, Olinda, Recife, Rio de Janeiro, Salvador e São Paulo.
Nos anos 1980, havia um grupo em Belo Horizonte, o Afoxé Ilê Odara, apadrinhado por Gilberto Gil e fundado pela ialorixá Oneida Maria da Silva Oliveira, a Mãe Gigi. O afoxé foi extinto e desfilou pela última vez, em Belo Horizonte, no ano de 1988, após a morte de dona Oneida. Desfilavam no Afoxé Ilê Odará nomes como o cientista político da Universidade Federal de Minas Gerais Dalmir Francisco, o bailarino Márcio Valeriano e o ex-prefeito de Belo Horizonte, Maurício Campos, além de personalidades da comunidade negra, como a coreógrafa Marlene Silva, o músico Mamour Bá, a bailarina Rosileide Oliveira, o músico Reynaldo Oliveira e o sambista Raimundo Luiz de Oliveira, o Velho Dico, que era casado com Mãe Gigi, além do atual jornalista Miguel Arcanjo Prado (neto de dona Oneida, que era criança na época) e também Efigênia Pimenta, líder do MNU (Movimento Negro Unificado) em Minas Gerais.

### Afoxé Estrela D'Oiá
O Bloco Afoxé Estrela D´Oiá, fundado em 8 de março de 1999, é referência na cultura afro-carioca e busca preservar, valorizar e expandir a cultura afro-brasileira no fortalecimento da identidade étnica. O Afoxé Estrela D'Oiá foi o primeiro bloco de afoxé fundado por uma mulher no Rio de Janeiro. Devido à beleza e a seriedade com que desfila o bloco, teve como mérito ser escolhido para ser o primeiro bloco a desfilar oficialmente na Avenida, abrindo os festejos carnavalescos no Rio de Janeiro.